# Георгенбург
За́мок Гео́ргенбург (нем. Schloss Georgenburg) — замок Тевтонского ордена, расположенный в городе Черняховску Калининградской области (в северном районе Маёвка, на правом берегу реки Инструч). Входит в тройку наиболее сохранившихся замков региона, наряду с замками Тапиау и Вальдау. Рядом с замком расположен одноимённый конный завод.
23 марта 2007 года постановлением Правительства Калининградской области № 132 получил статус объекта культурного наследия регионального значения.

## История

### Период Тевтонского ордена
Первое укрепление было заложено в 1264 году рыцарем Тевтонского ордена Хартманом фон Грумбахом на месте прусского городища Капзовин (нем. Kapzowin) и названо в честь святого Георгия. В 1337 году были возведены деревянно-земляные укрепления, а в 1351 году замок был перестроен в камне. После раздела земель между Орденом и самбийским епископом в 1352 году Георгенбург отошёл во владение епископа, которому принадлежал до 1525 года.
Замок имел важное стратегическое значение, но неоднократно подвергался разрушениям. В 1364 и 1376 годах он был сожжён и разрушен литовскими войсками. Между 1385 и 1390 годами замок был капитально перестроен в камне, а с западной стороны был пристроен обширный форбург. Несмотря на усиление, в 1403 году замок был захвачен войском великого князя литовского Витовта.

### Герцогство Пруссия и более позднее время
После секуляризации Тевтонского ордена в 1525 году и образования герцогства Пруссия замок стал административным центром каммерамта (особого ведомства). В ходе войн XVII века замок снова пострадал: в 1657 году он был повреждён во время набега татар, а в 1679 году его заняли шведские войска под командованием генерала Густава Горна.
С 1709 года Георгенбург стал государственной доменой и сдавался в аренду. В этот период под руководством арендаторов фон Койдель (von Keudel) в имении началось развитие коневодства. Во время Семилетней войны, в 1757 году, замок был занят русскими войсками под командованием фельдмаршала С. Ф. Апраксина. Во время Наполеоновских войн в стенах замка размещался штаб французского маршала Луи-Николя Даву.

### XIX — начало XX века: центр коневодства

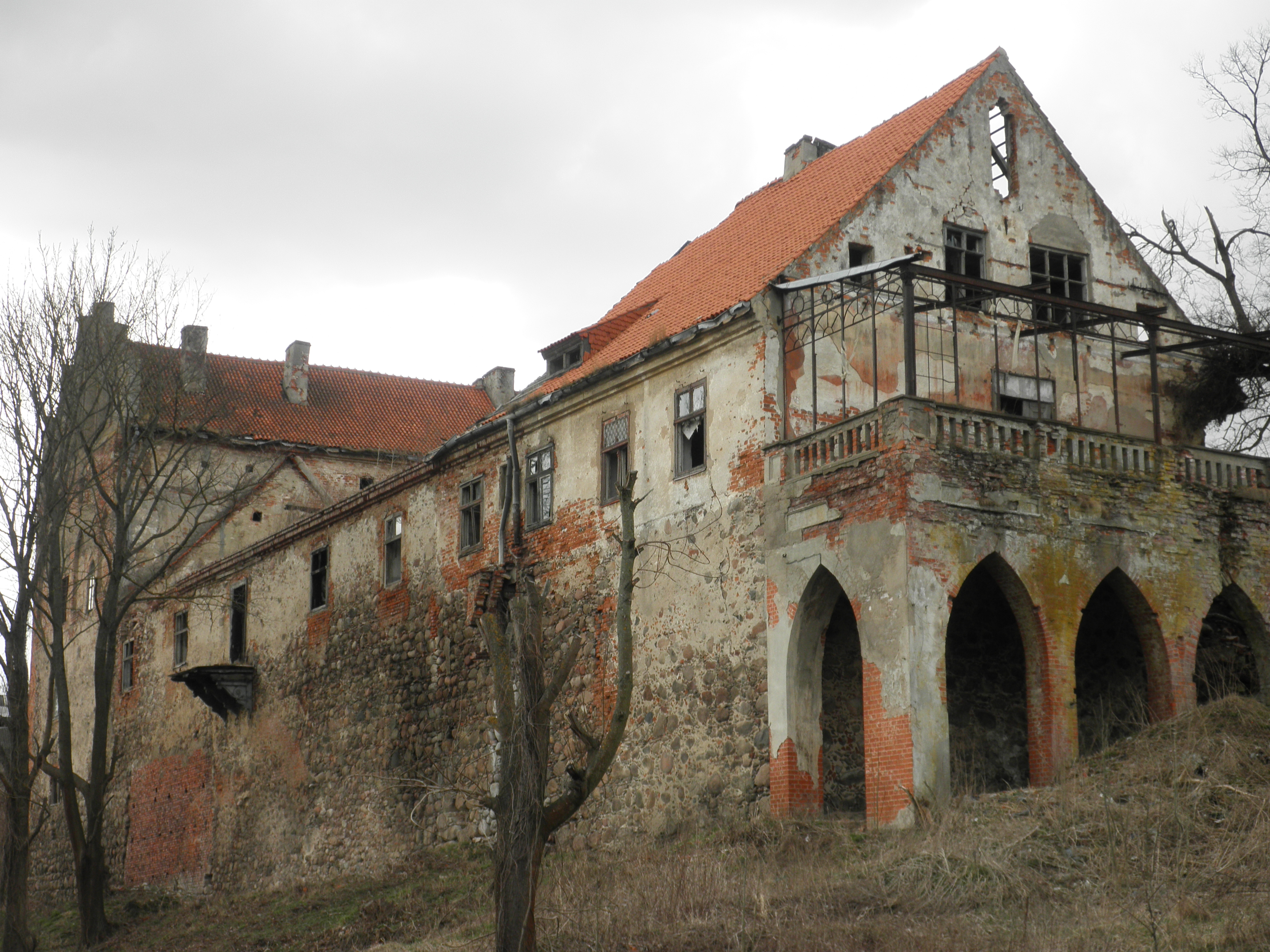
Руины цитадели замка, 2013 год

После Тильзитского мира прусское государство, для выплаты контрибуции Франции, продало домен Георгенбург. Одним из самых известных его частных владельцев стал шотландский конезаводчик Уильям Симпсон, который организовал здесь знаменитый конный завод и внёс большой вклад в выведение тракененской породы. Позднее имение принадлежало семье Шлехтер (Schlechter).
В 1899 году государство выкупило Георгенбург, и он стал главным государственным конным заводом Пруссии, объединив под своим управлением завод в Инстербурге. В 1929 году к нему был присоединён завод из Гудваллена (нем. Gudwallen). К началу XX века имение представляло собой процветающий комплекс с ухоженным парком, конюшнями, жилыми домами для работников, часовней святого Георга, собственным водопроводом и фонтанами.

### XX–XXI века

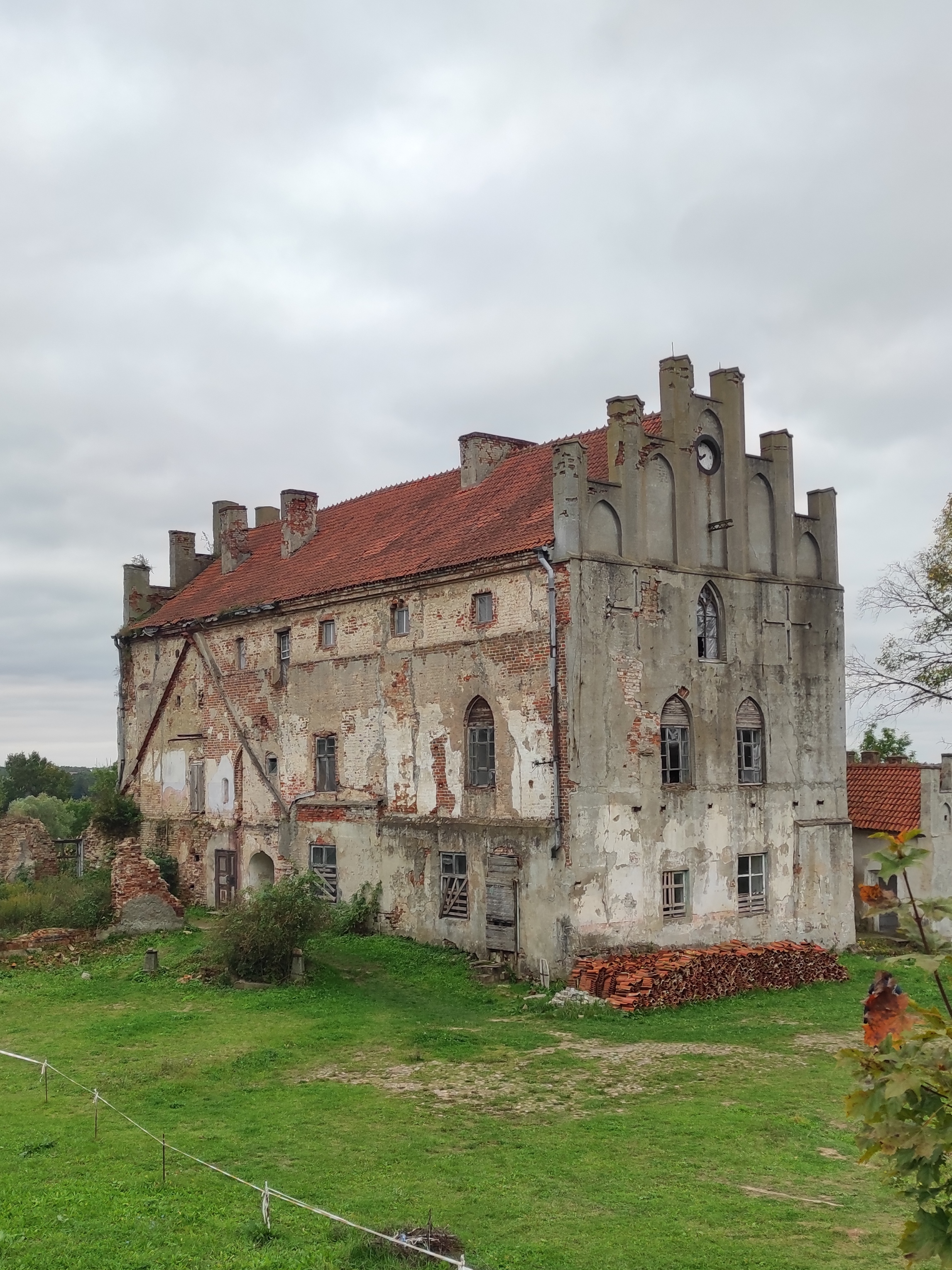
Цитадель замка, 2021 год

После Второй мировой войны, с 1945 по 1949 год, на территории замка и конного завода действовал советский лагерь для немецких военнопленных. За это время через него прошло около 250 000 человек, из которых, по некоторым данным, около 16 000 погибло. Позднее замок использовался как тюрьма, а затем в его стенах размещалась инфекционная больница.
До 1960 года рядом с замком располагалось кладбище и кирха Георгенбург.
В 1990-е годы здание пришло в упадок. В 1994–1995 годах его на 99 лет арендовал «Русский страховой банк» с целью создания культурно-развлекательного центра. На территории были начаты археологические раскопки, однако после экономического кризиса 1998 года банк отказался от проекта, и замок продолжил разрушаться.
В 2010 году замок был передан Русской православной церкви. Силами волонтёров и Черняховской епархии начались работы по расчистке территории, стали проводиться туристические экскурсии и культурные мероприятия. Так, 6 мая 2017 года у стен замка состоялся концерт Калининградского симфонического оркестра.
В 2024 году началась полномасштабная реконструкция замка. Подрядчик приступил к восстановлению стен и укреплению фундамента. Завершение основных работ планируется к 2026 году.

## Архитектура
Замковый комплекс состоит из двух основных частей: цитадели (главного замка) и обширного форбурга, примыкавшего с запада.
- Цитадель представляет собой почти квадратное в плане строение (около 40x44 м) с внутренним двором. Была возведена из полевого камня и кирпича в характерной для орденской готики технике. До наших дней сохранились внешние стены цитадели, хотя и со значительными утратами.
- Форбург являлся хозяйственной частью замка, где располагались конюшни, склады, казармы и другие служебные постройки. Его территория была значительно больше цитадели. В настоящее время большинство строений форбурга утрачено или находится в руинированном состоянии.